# 梧鳳
梧鳳，是臺灣彰化縣埔心鄉的一個傳統地域名稱，位於該鄉西北部。相較於今日行政區，其範圍大致包括梧鳳村、二重村、油車村西部的南昌北路與瑤鳳路二段所夾地區。

## 歷史
台灣清治末期至日治初期，梧鳳地區為一街庄，稱為「梧鳳庄」，隸屬於武西堡。該庄北與埤霞庄為鄰，東及東南與大埔心庄為鄰，南邊為舊館庄、羅厝庄，西邊為三塊厝庄。
1901年（日治明治三十四年）11月，全台廢縣廳改設二十廳，該庄隸屬於彰化廳。1903年（明治三十六年）6月，該庄編入「大埔心區」，隸屬於彰化廳。1909年（明治四十二年）10月，合併二十廳為十二廳，大埔心區改隸屬於臺中廳。1920年（大正九年），該庄改制為「梧鳳」大字，隸屬於臺中州員林郡坡心庄，大字下有「梧鳳」、「二重湳」小字名。
戰後坡心庄改制為埔心鄉，隸屬於臺中縣，大字亦改制為村。1950年10月，中、彰、投分治，埔心鄉改隸屬彰化縣。

## 聚落
本地區發展較早的聚落有梧鳳、二重湳等，在日治期初期的官方地圖上已有記載。

## 交通
省道台76線即「東西向快速公路－漢寶草屯線」，是員林大排兩側高架道路，目前僅通行埔鹽至草屯路段，大致以北北西－南南東走向繞大彎轉西南西－東北東走向再轉西北西－東南東走向經過本地區北部邊界地帶西段及中、東段外不遠處。由該道路向北北西可前往溪湖東北端、埔鹽與大村交界地帶及國道1號埔鹽系統交流道、埔鹽與秀水交界地帶、埔鹽與福興交界地帶並止於埔鹽交流道，向東南東轉東南可前往埔心市區北郊、員林南部、南投西北部、草屯西南部並止於國道3號中興系統交流道。縣道144號是與省道台76線併行的員林大排兩側平面道路。由該道路向北北西至省道台76線埔鹽交流道後可續行前往福興西北部並止於省道台61線福興交流道，向東南東轉東南可前往埔心市區北郊、員林南部並止於縣道137號路口。
縣道146號（大溪路三段）是溪湖至大村鄉犁頭厝的道路，大致以西北西－東南東走向繞大彎轉南向北再繞大彎轉西南－東北走向經過本地區西北端。由該道路向西北西轉西南西可前往三塊厝、四塊厝、頂寮東南端、溪湖市區並止於省道台19線，向東北經員林大排第二梧鳳橋及兩岸的省道台76線高架橋／縣道144號後轉東可前往埤霞、大崙東南部、大村市區、過溝、擺塘、蓮花池、黃厝北部的犁頭厝聚落南側並止於縣道137號路口。
鄉道彰52線（大溪路三段、瑤鳳路四段～二段）是南港至瓦磘厝的道路，大致以西北西－東南東走向由本地區西部梧鳳聚落西南側與縣道146號共線入境後轉東，至瑤鳳路四段路口轉南獨行後轉東南再轉東南東蜿蜒而行，於二重湳聚落南側至鄉道彰53-1線路口後，續行與其共線至聚落東側的五通南路路口後獨行，至鄉道彰61線路口後出境。由該道向西北西轉北北西獨行後三塊厝東北部的竹圍、南港並止於鄉道彰44線、彰47線（起點）路口，向東南東可前往坡心北部、坡心與瓦磘厝交界地帶、瓦磘厝並止於縣道148號路口。
鄉道彰53-1線（五通南路、瑤鳳路三段、興霖路）是大崙至同安的道路，大致以東北—西南走向由本地區北部邊界入境後，立即轉南經鳳霞國小至鄉道彰52線路口，轉西與其共線至興霖路路口，轉南獨行後於本地區南部邊界出境。由該道路向東北經員林大排埤霞橋及兩岸的省道台76線高架橋／縣道144號後可前往埤霞、大崙並止於鄉道彰44線路口，向南可前往舊館、同安宅並止於其南部邊界處的鄉道彰142-1線路口。
鄉道彰61線（瑤鳳路二段416巷）是埤霞至埔心的道路，大致以北北東—南南西走向到達由本地區東部凸出部分的北側邊界後，轉東南沿邊界行一小段路後轉南至鄉道52線路口轉東南東與其共線且立即出境。由該道路向北北東經員林大排油車橋及兩岸的省道台76線高架橋／縣道144號後轉西北西再轉西北可前往埤霞東北部邊界地帶並止於縣道146號、鄉道彰53-1線共線路口，向東南東與鄉道52線共線一小段路後轉東南獨行再轉南可前往埔心聚落中部並止於縣道148號路口。

## 學校
- 梧鳳國小 （页面存档备份，存于）
- 鳳霞國小

## 文化資產
- 埔心二重湳黃義故居（又稱黃三元故居，彰化縣歷史建築）